# Francisco Torres Grijalba
Francisco Torres Grijalba (1585 – 4 de setembro de 1662) foi um prelado católico romano que serviu como bispo de Mondoñedo (1648-1662).

## Biografia
Francisco Torres Grijalba nasceu em Madrid, em Espanha, e foi ordenado sacerdote na Ordem de Santo Agostinho. No dia 13 de janeiro de 1648, foi escolhido pelo Rei da Espanha e confirmado pelo Papa Inocêncio X como Bispo de Mondoñedo. A 29 de março de 1648, foi consagrado por Diego Arce Reinoso, Bispo de Plasencia com Miguel Avellán, Bispo Auxiliar de Toledo, servindo como co-consagrador. Serviu como Bispo de Mondoñedo até à sua morte a 4 de setembro de 1662. Enquanto bispo, serviu como co-consagrador principal de Juan Pérez de Vega, Bispo de Tui.